# ジュゼッペ・タリアラテーラ
ジュゼッペ・タリアラテーラ（Giuseppe Taglialatela、1969年1月2日 - ）は、イスキア島出身の元サッカー選手。ポジションはGK。現役時には優れたPKストッパーとして知られていた。イタリア代表に召集されることは無かったが、代表に選出されてもおかしくない実力者と言われていた。

## 経歴
1986年にSSCナポリに加入したが、出場機会を得られず。アヴェッリーノ、パレルモで経験を積み、1990-91シーズンにナポリに複帰、ナポリでのデビューを果たすも、ジョバンニ・ガッリの牙城を崩せず、翌年にはパレルモに複帰、1992-93シーズンはバーリでプレーした。
1993-94シーズンにナポリに複帰すると、同シーズンから1998-99シーズンにかけてはナポリの正GKとして活躍し、バットマンの二ックネームでファンに愛された。この間の
1996-97シーズンには、コッパ・イタリア決勝に進出したが、延長の末にヴィチェンツァに敗れた。
1999-00シーズンからはACFフィオレンティーナに移籍したが、フランチェスコ・トルドからレギュラーポジションを奪えず、控えGKとして時折出場機会を得ていた。
引退後はSSDイスキア・カルチョのGKコーチ、CEOなどを務めた。

## タイトル
ナポリ
- スーペルコッパ : 1990
- コッパ・イタリア : 1986-87

フィオレンティーナ
- コッパ・イタリア : 2000-01

シエナ
- セリエB : 2002-03